# Liste des gouverneurs de Santa Catarina
Voici la liste des gouverneurs de l'État de Santa Catarina.
Cette liste comporte l'ensemble des gouverneurs de l'État à partir de sa création lors de la proclamation de la république brésilienne en 1889.

| Mandat    | Gouverneur                         | Parti politique                      |
| --------- | ---------------------------------- | ------------------------------------ |
| 1889-1891 | Lauro Müller                       | Parti républicain catarinense PRC    |
| 1892-1894 | Manuel Joaquim Machado             | Parti républicain catarinense PRC    |
| 1894-1898 | Hercílio Luz                       | Parti républicain catarinense PRC    |
| 1898-1902 | Filipe Schmidt                     | Parti républicain catarinense PRC    |
| 1902-1906 | Lauro Müller                       | Parti républicain catarinense PRC    |
| 1906-1910 | Gustavo Richard                    | Parti républicain catarinense PRC    |
| 1910-1914 | Vidal Ramos                        | Parti républicain catarinense PRC    |
| 1914-1918 | Filipe Schmidt                     | Parti républicain catarinense PRC    |
| 1918-1922 | Hercílio Luz                       | Parti républicain catarinense PRC    |
| 1922-1926 | Hercílio Luz                       | Parti républicain catarinense PRC    |
| 1926-1930 | Adolfo Konder                      | Parti républicain catarinense PRC    |
| 1930      | Fulvio Aducci                      | Parti républicain catarinense PRC    |
| 1930-1932 | Général Ptolomeu de Assis Brasil , | Parti républicain catarinense PRC    |
| 1932-1933 | Major Rui Zobaram                  | Parti républicain catarinense PRC    |
| 1933-1934 | Aristiliano Ramos                  |                                      |
| 1935-1937 | Nereu Ramos                        |                                      |
| 1937-1945 | Nereu Ramos                        | Parti social démocratique PSD        |
| 1945-1946 | Luís Gallotti                      | Parti social démocratique PSD        |
| 1946-1947 | Udo Deeke                          | Parti social démocratique PSD        |
| 1947-1951 | Aderbal Ramos da Silva             | Parti social démocratique PSD        |
| 1951-1956 | Irineu Bornhausen                  | Union démocratique nationale UDN     |
| 1956-1958 | Jorge Lacerda                      | Parti social progressiste PSP        |
| 1958-1961 | Heriberto Hülse                    | Union Démocratique Nationale UDN     |
| 1961-1966 | Celso Ramos                        | Parti social démocratique PSD        |
| 1966-1971 | Ivo Silveira                       | Alliance rénovatrice nationale ARENA |
| 1971-1975 | Colombo Salles                     | Alliance rénovatrice nationale ARENA |
| 1975-1979 | Antônio Carlos Konder Reis         | Alliance rénovatrice nationale ARENA |
| 1979-1982 | Jorge Bornhausen                   | Parti démocratique social PDS        |
| 1982-1983 | Henrique Córdova                   | Parti démocratique social PDS        |
| 1983-1987 | Esperidião Amin                    | Parti démocratique social PDS        |
| 1987-1990 | Pedro Ivo Campos                   | Mouvement démocratique brésilien MDB |
| 1990-1991 | Casildo Maldaner                   | Mouvement démocratique brésilien MDB |
| 1991-1994 | Vilson Kleinübing                  | Parti du front libéral PFL           |
| 1994-1995 | Antônio Carlos Konder Reis         | Parti progressiste réformateur PPR   |
| 1995-1999 | Paulo Afonso Vieira                | Mouvement démocratique brésilien MDB |
| 1999-2003 | Esperidião Amin                    | Parti progressiste brésilien PPB     |
| 2003-2005 | Luiz Henrique da Silveira          | Mouvement démocratique brésilien MDB |
| 2006      | Eduardo Moreira                    | Mouvement démocratique brésilien MDB |
| 2006-2010 | Luiz Henrique da Silveira          | Mouvement démocratique brésilien MDB |
| 2011-     | Raimundo Colombo                   | Parti social démocratique PSD        |
| 2018      | Eduardo Moreira                    | Mouvement démocratique brésilien MDB |
| 2019-     | Carlos Moisés                      | Parti social-libéral PSL             |